# Tributo a Ivan Graziani
Tributo a Ivan Graziani è un album tributo a Ivan Graziani, pubblicato in formato CD nel 2012.

## Il disco
Il disco è stato distribuito da Sony Music come doppio CD pubblicato il 28 agosto 2012. Si tratta di un omaggio al cantautore e chitarrista Ivan Graziani, scomparso il 1º gennaio 1997. L'operazione discografica è stata coordinata dalla giornalista Maria Laura Giulietti. Il primo CD contiene canzoni di Graziani interpretate da altri artisti, mentre il secondo CD è una raccolta di brani interpretati dallo stesso Graziani.
In versione singola il CD è stato anche incluso nel numero 79 (novembre 2012) della rivista mensile xL del Gruppo Editoriale L'Espresso.
Filippo Graziani, figlio di Ivan, riguardo alla compilation, ha dichiarato: "Difficile spiegare la mia felicità e quella di tutta la mia famiglia nel vedere finalmente questo progetto prendere vita e constatare con quanta stima e passione gli artisti nella raccolta si sono impegnati per portare il loro grande contributo dando nuova linfa alle canzoni di mio padre"..
All'album hanno partecipato numerosi artisti italiani, soprattutto della scena indipendente, e lo stesso Filippo Graziani, che ha interpretato il brano E sei così bella. Il CD è stato anticipato dalla pubblicazione del singolo Monnalisa interpretato dai Marlene Kuntz prodotto dagli stessi Marlene e da Riccardo Parravicini; brano di cui è stato anche realizzato un videoclip per la regia di Ivana Smudja e la produzione di Davide Ferazza per Withstand.

## Tracce

### Primo CD
1. Marlene Kuntz – Monnalisa
2. Roy Paci - Prudenza mai
3. Paolo Benvegnù – Olanda
4. Simone Cristicchi – Firenze
5. Cristina Donà – Agnese
6. Marta sui Tubi – Pigro
7. Mauro Ermanno Giovanardi – Lugano addio
8. Filippo Graziani – E sei così bella
9. Raiz – Fuoco sulla collina
10. Tre Allegri Ragazzi Morti – I lupi
11. Luca Morino – Cleo
12. Angela Baraldi e Massimo Zamboni - Lontano dalla paura
13. Titor – Motocross
14. Linea 77 - I metallari

### Secondo CD
1. Il chitarrista
2. Signora bionda dei ciliegi
3. Ballata per quattro stagioni
4. Tutto questo cosa c'entra con il rock 'n' roll
5. Lucetta fra le stelle
6. Minù Minù
7. Palla di gomma
8. Dr Jekyll e Mr Hyde
9. Il topo nel formaggio
10. Scappo di casa
11. Fango
12. Fame
13. Il campo della fiera
14. Gran Sasso